# 85e division d'infanterie territoriale
Pour les articles homonymes, voir 85e division.
La 85e division d’infanterie territoriale est le nom d'une unité de l’Armée française. Elle combat au début de la Première Guerre mondiale.

## Les chefs de la85eDivision d'Infanterie Territoriale
- 2 août 1914 - 9 août 1914[réf. nécessaire] : Général Chapel[1]
- 11 janvier 1915 - 14 juin 1915 : Général Comby[1]

## Historique

### Composition au cours de la guerre
Mobilisée dans la 9e région militaire, elle est initialement rattachée gouvernement militaire de Paris, elle forme une unité indépendante à partir de décembre 1914.
Elle est composée comme suit :
- 169e brigade :
  - 65e régiment d'infanterie territoriale d'août 1914 à juin 1915
  - 66e régiment d'infanterie territoriale d'août 1914 à juin 1915
- 170e brigade :
  - 67e régiment d'infanterie territoriale d'août 1914 à juin 1915
  - 68e régiment d'infanterie territoriale d'août 1914 à juin 1915
- Artillerie :
  - Un groupe de canons de 75 du 32e régiment d'artillerie de campagne d'août 1914 à juin 1915
  - Deux batteries de canons de 95 du 9e régiment d'artillerie de campagne de décembre 1914 à juin 1915[3]
- Cavalerie
  - Deux escadrons du 7e régiment de hussards d'août 1914 à juin 1915

### 1914
8 août – 16 décembre
Transport par VF dans le camp retranché de Paris (occupation du secteur est) ; couverture, travaux de défense et instruction.
2 septembre : le 85e DIT occupe le secteur situé entre la Marne (Claye-Souilly) et Mitry-Mory.
16 décembre 1914 – 16 janvier 1915
Mouvement vers Crépy-en-Valois ; travaux et instruction,.

### 1915
16 janvier – 24 mars
Mouvement vers Chacrise, et occupation d’un secteur vers Venizel et Condé-sur-Aisne.
24 mars – 14 juin
Retrait du front vers Longpont,; instruction et travaux de 2e position, au sud de l’Aisne, dans la région Cutry, Serches.
14 juin 1915
Dislocation

### Rattachements
VIe Armée
3 - 5 septembre 1914
16 décembre 1914 - 23 mars 1915
G.M.P.
9 août - 2 septembre 1914
5 septembre - 15 décembre 1914